# Kastélyosdombó
Kastélyosdombó là một thị trấn thuộc hạt Somogy, Hungary. Thị trấn này có diện tích 13,08 km², dân số năm 2010 là 220 người, mật độ 17 người/km².